# 로버트 시오드맥
로버트 시오드맥(Robert Siodmak, 1900년 8월 8일 ~ 1973년 3월 10일)은 미국에서도 일했던 독일의 영화 감독이다. 스릴러 영화 전문가로 기억되며 1940년대에 살인자들(1946년)을 포함한 할리우드 누아르 영화 시리즈로 알려져 있다.

## 참여 작품
- 드라큐라의 아들
- 나선 계단
- 살인자들
- 검은 거울
- 크리스 크로스
- 진홍의 해적
- 더 래츠
- 나이츠, 웬 더 데빌 케임